# Кафедральний собор (Рейк'явік)
Кафедральний собор Рейк'явіка (ісл. Dómkirkjan í Reykjavík) — соборна церква в столиці Ісландії місті Рейк'явіку; резиденція єпископа Ісландії та головний храм Євангелічно-лютеранської церкви Ісландії, а також парафіяльна церква старого центру міста та його околиць. 
Ррозташований на Austurvöllur, поруч з будинком парламенту (Alþingishúsið). 

## З історії
Культова споруда була зведена в 1787 році за проектом королівського будівельного інспектора Андреаса Галландера. 
Відколи був відроджений альтинг (1845), кожна сесія парламенту починалась з меси в соборі, і звідти настоятель храму проводить парламентарів до будівлі альтингу.
Первинну будівлю собору збільшили в 1847 році.
Орган собору, що має 3 мануали і 31 самостійний голос, був побудований у Берліні Karl Schuke Berliner Orgelbauwerkstatt.
До 1967 року органістом собору був відомий ісландський музичний діяч Паудль Ісоульфссон.
У 1999-2000 роках Рейк'явіцький собор був відреставрований за планами Орстейна Гуннарссона.